# 解除
解除（かいじょ）とは、広義には、当事者間に有効に締結された契約関係を終了させること。この広義の解除は、講学上、さらに解除（狭義の解除）、解約告知、解除条件、失権約款、解除契約などに細分される。
このうち狭義の解除は、民法540条以下に規定される一方当事者の意思表示によって有効に締結された契約を解消し、契約によって生じていた債権債務関係を契約成立前の状態（原状）に回復する制度を意味する（ただし、解除の効果については直接効果説と間接効果説があり考え方に相違がある）。通常、講学上において「解除」といえばこの狭義の解除を指す。
以下、この項目で単に「解除」と言う場合には狭義の解除を指すこととし、狭義の解除、解除類似の制度の順に述べる。
- 民法は、以下で条数のみ記載する。

## 狭義の解除
狭義の解除は、一定の事由の発生によって契約当事者の一方に解除権が発生し、その者が解除権を行使することで、契約が遡及的に消滅し、契約当事者双方に原状回復義務を発生させる制度である。
解除をなし得る権利を解除権といい、解除は解除権の発生原因により、法律の規定によって解除権が発生する法定解除と契約の内容によって解除権が発生する約定解除の2種類分けられる（540条1項参照）。

### 法定解除（法定解除権）
解除のうち、解除権の発生根拠が法定の事由であるものを法定解除という。これによって発生する解除権を法定解除権と呼ぶ。

#### 債務不履行による解除
債務不履行による解除は2017年の改正民法で催告による解除と催告によらない解除に整理された。
また、2017年の改正民法で解除の要件とされていた債務者の帰責事由を不要とし、債権者に帰責事由がある場合は解除できない（民法543条）と改められた。
旧法では履行不能による解除は債務者の帰責事由がなければ解除は認められないとされ（旧543条）、伝統的な学説では履行不能による解除だけでなく解除一般について債務者の帰責事由が解除の要件と解されていた。しかし、契約の解除は損害賠償の請求のように相手方の責任を追及する制度とは性質が異なる。例えば買主Aが売主Bからパソコンを仕入れる契約を締結した後、Bの工場に落雷があり火災が発生した場合、買主Aが納期に間に合うよう同業他社と契約を結びたくてもBに帰責事由がない履行不能のために解除できないのは不当とされた。2017年の改正民法で解除の要件に債務者の帰責事由は不要とし、他方で債権者に帰責事由がある場合まで解除できるのは不公平であるため債権者に帰責事由がある場合は解除できないとされた。

##### 催告による解除
当事者の一方がその債務を履行しない場合において、相手方が相当の期間を定めてその履行の催告をし、その期間内に履行がないときは、相手方は、契約の解除をすることができる（民法541条本文）。
期限の定めのない債務は、債務者の履行の催告によって履行期となるから（412条3項）、改めて重ねて催告することは不要である(大審院判例大正6年6月27日)。
ただし、その期間を経過した時における債務の不履行がその契約及び取引上の社会通念に照らして軽微であるときは、この限りでない（民法541条ただし書）。付随的債務の債務不履行が契約目的の達成に重大な影響を与えるものであるときは、解除できるとした判例がある。民法541条ただし書は2017年の改正民法において、判例を踏まえ、催告解除が制限される要件として契約及び取引通念に照らして不履行が軽微であるときは解除をすることができない旨を明文化したものである。

##### 催告によらない解除
次に掲げる場合には、債権者は、催告をすることなく、直ちに契約の解除をすることができる（民法542条1項）。
1. 債務の全部の履行が不能であるとき。
2. 債務者がその債務の全部の履行を拒絶する意思を明確に表示したとき。
3. 債務の一部の履行が不能である場合又は債務者がその債務の一部の履行を拒絶する意思を明確に表示した場合において、残存する部分のみでは契約をした目的を達することができないとき。
4. 契約の性質又は当事者の意思表示により、特定の日時又は一定の期間内に履行をしなければ契約をした目的を達することができない場合において、債務者が履行をしないでその時期を経過したとき。
5. 前各号に掲げる場合のほか、債務者がその債務の履行をせず、債権者が前条の催告をしても契約をした目的を達するのに足りる履行がされる見込みがないことが明らかであるとき。

また、次に掲げる場合には、債権者は、催告をすることなく、直ちに契約の一部の解除をすることができる（民法542条2項）。
1. 債務の一部の履行が不能であるとき。
2. 債務者がその債務の一部の履行を拒絶する意思を明確に表示したとき。

なお、旧法では、ある時期までに履行がなければ契約の目的が達せられない場合（定期行為）に履行遅滞があったとき（旧542条）や履行不能となったとき（旧543条）に無催告解除ができるとされていた。しかし、無催告解除は債務者が履行を拒絶する意思を明示した場合や、契約の目的を達するのに充分な履行が見込めない場合にも可能と解されていたことから、2017年の改正民法は催告による解除と催告によらない解除（無催告解除）に分け、無催告解除ができる場合は542条に整理された。

#### 各契約類型の特則によって発生する場合
- 手付解除(557条)
- 他人物売買における売主の担保責任に基づく買主の解除権(561条)
- 他人物売買における善意の売主の解除権(562条)
- 権利の一部が他人に属する場合における売主の担保責任に基づく善意の買主の解除権（残存部分だけなら買受けなかったであろうとき）(563条2項,564条)
- 数量不足又は一部滅失の場合における売主の担保責任に基づく善意の買主の解除権（残存部分だけなら買受けなかったであろうとき）(565条)
- 用益権の有無に関する売主の担保責任に基づく買主の解除権(566条)
- 担保権がある場合における売主の担保責任に基づく買主の解除権(567条1項)
- 競売における担保責任に基づく買受人の債務者に対する解除権(568条1項)
- 売主の瑕疵担保責任(570条)
- 売主の買戻しによる解除(579条)
- 使用貸借の借主の目的物の用法・性質に反した使用・収益による貸主の解除権(594条)
- 賃借権の無断譲渡・賃借物の無断転貸による賃貸人の解除権(612条2項)
- 賃貸人の担保責任による解除
- 賃借人の意思に反する保存行為による解除
- 賃借物の減収による解除
- 賃借物の無承諾転貸・賃借権の無承諾譲渡による解除
- 請負人の担保責任による解除

### 約定解除（約定解除権）
解除のうち、解除権の発生根拠が予め一定の場合に解除権が発生させることを内容とする当事者間の約定（主に契約に付随してなす特約）であるもの。これによって発生した解除権を約定解除権と呼ぶ。手付解除（557条）や買戻し（579条）はこの一種である。

### 解除権の行使
契約又は法律の規定により当事者の一方が解除権を有するときは、その解除は、相手方に対する意思表示によってする（相手方のある単独行為、540条1項）。 
解除権は契約当事者の地位に伴うものである（解除権の随伴性の有無につき大判大14・12・15民集四ノ七一〇）。解除権を行使する者は契約当事者でなければならず、その地位の移転を受けなければ、代金債権の譲受人は解除権を行使することはできない。また、契約が解除されると、それにより発生した債権も遡及消滅することから、その債権を譲渡しているときは、解除権の行使に、債権の譲受人の同意が必要とされる（大判昭3・2・28）。
解除権は不可分である（解除権の不可分性）。当事者の一方が数人ある場合には、契約の解除は、その全員から又はその全員に対してのみすることができる（544条1項）。また、解除権が当事者のうちの一人について消滅したときは、他の者についても消滅する（544条2項）。ただし、共有物を目的とする賃貸借契約の解除については各共有者の持分の価格に従い、その過半数で決することができる（252条本文。544条解説参照）。
原則として、他の単独行為同様、条件・期限をつけることはできないが、「相当期間内に履行しなければ」解除するという条件を含む催告は、相当期間を定めた催告と同じ意味であるので、認められる(大審院判決明治43年12月9日)。
なお、解除の意思表示は、撤回することができない（540条2項）。

### 解除の効果（解除権行使の効果）
解除の効果は545条で規定されているが、解除の効果の法的構成については直接効果説と間接効果説の争いがある。
- 当事者の一方がその解除権を行使したときは、各当事者は、その相手方を原状に復させる義務を負う（545条1項本文）。この場合、金銭を返還するときは、その受領の時から利息を付さなければならない（545条2項）。
  - 直接効果説（判例・通説）によると、解除権が行使されると契約が遡及的に消滅し、その結果、未履行債務については法的拘束から解放され（契約の遡及消滅につき大判大9・4・7）、既履行債務については545条1項による原状回復義務が発生すると考える。
  - 間接効果説によると、既履行債務の復帰を内容とする新たな物権変動が生じると捉える。
- 解除は第三者の権利を害することはできない（545条1項但書）。
- 第一項本文の場合において、金銭以外の物を返還するときは、その受領の時以後に生じた果実をも返還しなければならない（545条3項）。
- 解除権の行使は、損害賠償の請求を妨げない（545条4項）。
  - 直接効果説（判例・通説）によると、契約は当初から存在しなかったとするため、債務不履行責任も生じないが、解除権者を保護するため特に損害賠償責任を認めたと考える。

なお、545条3項は2017年の改正民法で追加された。

### 解除権の消滅
時効消滅や解除権の放棄等一般的な原因のほか、以下の特有の原因によって、解除権は消滅する。なお、時効期間は10年である（167条1項）。
- 催告による解除権の消滅
解除権の行使について期間の定めがないときは、相手方は、解除権を有する者に対し、相当の期間を定めて、その期間内に解除をするかどうかを確答すべき旨の催告をすることができ、その期間内に解除の通知を受けないときは、解除権は、消滅する（547条）。
- 解除権者の行為等による解除権の消滅
解除権を有する者が故意若しくは過失によって契約の目的物を著しく損傷し、若しくは返還することができなくなったとき、又は加工若しくは改造によってこれを他の種類の物に変えたときは、解除権は、消滅する。ただし、解除権を有する者がその解除権を有することを知らなかったときは、この限りでない（548条）。548条は2017年の改正民法で改正された。

当事者の一方が数人ある場合の解除権の不可分性による消滅（544条2項）については#解除権の行使参照。

## 解除類似の制度

### 解約（解約告知、告知）
解除に類する用語として「解約」（解約告知、告知ともいう）がある。これは賃貸借（620条）、雇用（630条）、委任（652条）といった継続的契約において一方当事者の意思表示により、ある時期から将来に向かって契約を消滅させることを言う。解約するまでの契約は有効である点、また、原状回復義務を生じない点が解除と異なる。民法学ではこのように概念が分けられているが、民法の法文上は必ずしも「解除」と「解約」がこのような意味で使い分けられているわけではない。

### 失権約款
失権約款とは、一定の事由が生じた場合には当然に契約が解除されるとする当事者間の合意である。当事者の意思表示がなくとも一定の事由が生じれば契約は失効する点で解除とは異なる。

### 合意解除（解除契約、反対契約）
合意解除とは、契約当事者の合意により、契約によって生じた債権債務関係を契約前の状態（原状）に戻す契約をいう。解除契約あるいは反対契約ともいう。解除権の発生などなくても、合意さえあれば解除できる事が狭義の解除と異なる。合意解除は、それ自体一種の契約であるから、その効果については、基本的に当事者間の合意内容によって決まる。そのため、民法の解除に関する規定は適用されないと解されている。